# Шарафан Володимир Антонович
Володи́мир Анто́нович Шарафа́н (1908, м. Київ — 13 лютого 1945) — діяч українського підпілля Криму в роки ІІ світової війни, член Кримського обласного проводу ОУН.

## Біографічні відомості
Народився у 1908 році (точна дата невідома) в Києві. За родинними переказами, по батьківській лінії був нащадком запорозьких козаків.
У 1921—1927 рр. був вихованцем дитячого будинку в Новому Стародубі (нині — Кіровоградської області).
У 1927—1930 рр. навчався в Кіровоградському педагогічному технікумі. Викладав у вечірньому робітничому університеті.
Рятуючись від Великого голоду, опинився в Криму, де у 1933—1938 рр. був студентом фізико-математичного факультету Сімферопольського педагогічного інституту (СПІ). По завершенні навчання працював викладачем фізики в СПІ та Сімферопольському консервному технікумі. Одружився з викладачкою СПІ Софією Шленкшо.
18 серпня 1941 року був мобілізований до 172-ї мотострілецької дивізії Червоної армії. Опинився у підрозділі, що поблизу Судака, не дочекавшись евакуації, знищив техніку і документи та попрямував до Севастополя. Через хворобу Володимир Шарафан не міг пересуватися. 5 листопада був полонений румунськими військовими, що прочісували ліс, та відправлений до табору для військовополонених у Карасубазарі (нині Білогірськ), звідки 10 листопада втік до села Петрівки Зуйського району, де жили і працювали вчителями батьки та тимчасово мешкала дружина з дітьми.
12 листопада 1941 року виїхав з родиною до Сімферополя. Наприкінці грудня отримав посаду обліковця безхазяйного майна в інвентаризаційному бюро при міській управі, де пропрацював до березня 1942 року.
30 квітня 1942 року влаштувався робітником на комерційний хлібозавод. До того часу познайомився з провідниками ОУН(м) Ярославом Савкою та Борисом Суховерським, що діяли в Сімферополі у березні-квітні для організації свого підпілля. Після спілкування з ними вирішив з ОУН(м) не співпрацювати. За даними слідства, був членом осередку ОУН(м) у лютому–травні 1942 року.
У травні (за іншими даними — в липні) 1942 року долучився до ОУН(р). Належав до групи Петра Микитенка. Працював під псевдонімами «Усач» і «Ша». Тримав конспіративну явочну квартиру.
Заснував у Сімферополі українську початкову школу (будинок № 40 на вулиці Тургенєвській), до якої були набрані 40 учнів. Згодом з ініціативи Шарафана на базі цієї школи було створено середню школу, директором якої став Іван Тихонович. У 1943 році німці зробили школу російською.
Був заступником голови Українського комітету, створеного українськими громадськими діячами Сімферополя у вересні 1942 року; в розпорядженні організації були торгівельно-промислові підприємства та відкрите раніше при міському управлінні Бюро допомоги українському населенню. В Українському комітеті Володимир Шарафан займався питаннями пропаганди, шкільної освіти та бібліотечної справи. За два місяці існування Український комітет був ліквідований німецьким командуванням «за невиконання наказу про виділення 400 чоловік для охорони залізниці», не проводячи практичної праці через відсутність приміщення. Надалі члени організації продовжили свою діяльність через Бюро допомоги українському населенню.
У 1943 році до Криму з Дніпра прибула підпільниця «Ольга» (Катерина Мешко-Логуш; інше псевдо — «Катя»), яку Центральний Провід ОУН відрядив для зв'язків із кримською групою. В середині 1943 року її на посаді очільниці Кримського обласного проводу ОУН змінив Леонід Ларжевський, який призначив референтів, у тому числі Володимира Шарафана — політичним референтом (за іншими даними — референтом пропаганди). Шарафан встановив контакти з кримськотатарським і совєтським підпіллям, у тому числі з організацією Михайла Сокола, членам якої передавав розвідувальні дані про дислокацію німецьких військ, складів зброї та пального, стратегічних об'єктів, а також списки прислужників гестапо.
У вересні 1943 року відбув на Січеславщину. Ймовірно, після цього був переведений на керівну роботу до Львова, однак не зміг зв'язатися з крайовим проводом і в жовтні повернувся до Сімферополя, де змінив Ларжевського на посаді окружного провідника ОУН.
У гестапо через зв'язки з підпіллям опинилися матір і вітчим Шарафана. Матір вдалося визволити завдяки фальшивій довідці про стан здоров'я (до ІІ світової війни вона проходила лікування у психіатричному диспансері). Вітчима ж, якому відрізали пальці на руках і ногах, було відправлено до таборів на території Німеччини, звідки він по війні повернувся на Київщину.
В середині квітня 1944 року Володимир Шарафан, що залишився на півострові після його чергової совєтської окупації, всупереч наказу Проводу ОУН про перехід на нелегальне становище був мобілізований до Червоної армії як солдат. У складі 844-го стрілецького полку 247-ї стрілецької дивізії 51-ї армії 4-го Українського фронту брав участь у звільненні Севастополя, боях за Сапун-Гору, Сахарну Головку та Малахів курган, де в бою 1 травня 1944 року був тяжко поранений і покинутий просто неба. Був доправлений до Сімферополя, де лікувався у домашніх умовах, після чого переправлений до підпільного військового госпіталю в Алушті, де 26 червня 1944 року був заарештований НКВД. Основним пунктом обвинувачення була добровільна здача зі зброєю в руках у полон у 1941 році. Під час слідства Шарафану інкримінували участь у кримському Українському комітеті та обласному проводі ОУН. На допитах Шарафан нікого не видав. Даючи свідчення, повідомляв, що його місією було за допомогою пропагандистської роботи, поширення газет, організації українських культурних заходів довести національні почуття кримських українців до рівня населення материкової України з метою подальшого приєднання Криму до України.
4 грудня 1944 року за статтею 58-1 («зрада батьківщині») засуджений до розстрілу з конфіскацією майна. Після багатомісячних допитів і знущань вирок було виконано 13 лютого 1945 року.
Реабілітований 18 грудня 1993 року військовою прокуратурою Одеського військового округу.

## Родина
- батько — Шарафан Антон Павлович;
- матір — Шарафан / Марченко Раїса Григорівна;
- вітчим — Марченко Яків Степанович;
- дружина — Шарафан Софія Казимирівна (за документами — Іванівна; до шлюбу — Шленкшо);
- донька — Шарафан (у шлюбі Безкровна) Людмила Володимирівна.
- Мав ще двох дітей, імена та долі яких невідомі.

## Вшанування пам'яті
Після відновлення незалежності України депутати Севастопольської міської ради надали дозвіл міському об'єднанню ВУТ «Просвіта» ім. Т. Г. Шевченка на спорудження пам'ятника Володимиру Шарафану на Малаховому кургані. Коштом громади було виготовлено і встановлено меморіальну дошку, яку згодом зірвали місцеві комуністи та прогресивні соціалісти. Пізніше на місці, де Володимир Шарафан отримав поранення, лежав закладний камінь під пам'ятник, на який просвітяни збирали кошти.
У 2009 році голова севастопольського об'єднання ВУТ «Просвіта» ім. Т. Г. Шевченка Володимир Проценко під псевдонімом «Володимир Чорномор» видав створену на матеріалі архівних документів повість «Повстанчий Крим», у якій чимало сторінок було присвячено життєпису Володимира Шарафана.